# Carl Walterbach
Carl Walterbach (* 6. November 1870 in Oberwesel; † 4. Mai 1952 in Fürstenfeldbruck) war ein deutscher katholischer Theologe, Priester und Verbandspräses der Katholischen Arbeitervereine Süddeutschlands.

## Leben und Werk
Carl Walterbach studierte Theologie und Philosophie in Innsbruck.
1896 wurde er im Erzbistum Bamberg zum Priester geweiht. Carl Walterbach besaß ein ausgeprägtes organisatorisches Talent. 1903 wurde er zum Verbandspräses der Katholischen Arbeitervereine Süddeutschlands gewählt. 1914 war er Mitbegründer des Vereins der Schwestern der Heiligen Familie in München. Er engagierte sich parteipolitisch bei der  Bayerischen Volkspartei und nahm in diesem Kontext von 1907 bis 1924 Landtagsmandate in München wahr. Sein Werk fand bedingt durch den wirtschaftlichen Zusammenbruch der Verbandszentrale im Münchener Leohaus 1933 kaum Anerkennung.